# Souza (Belém)

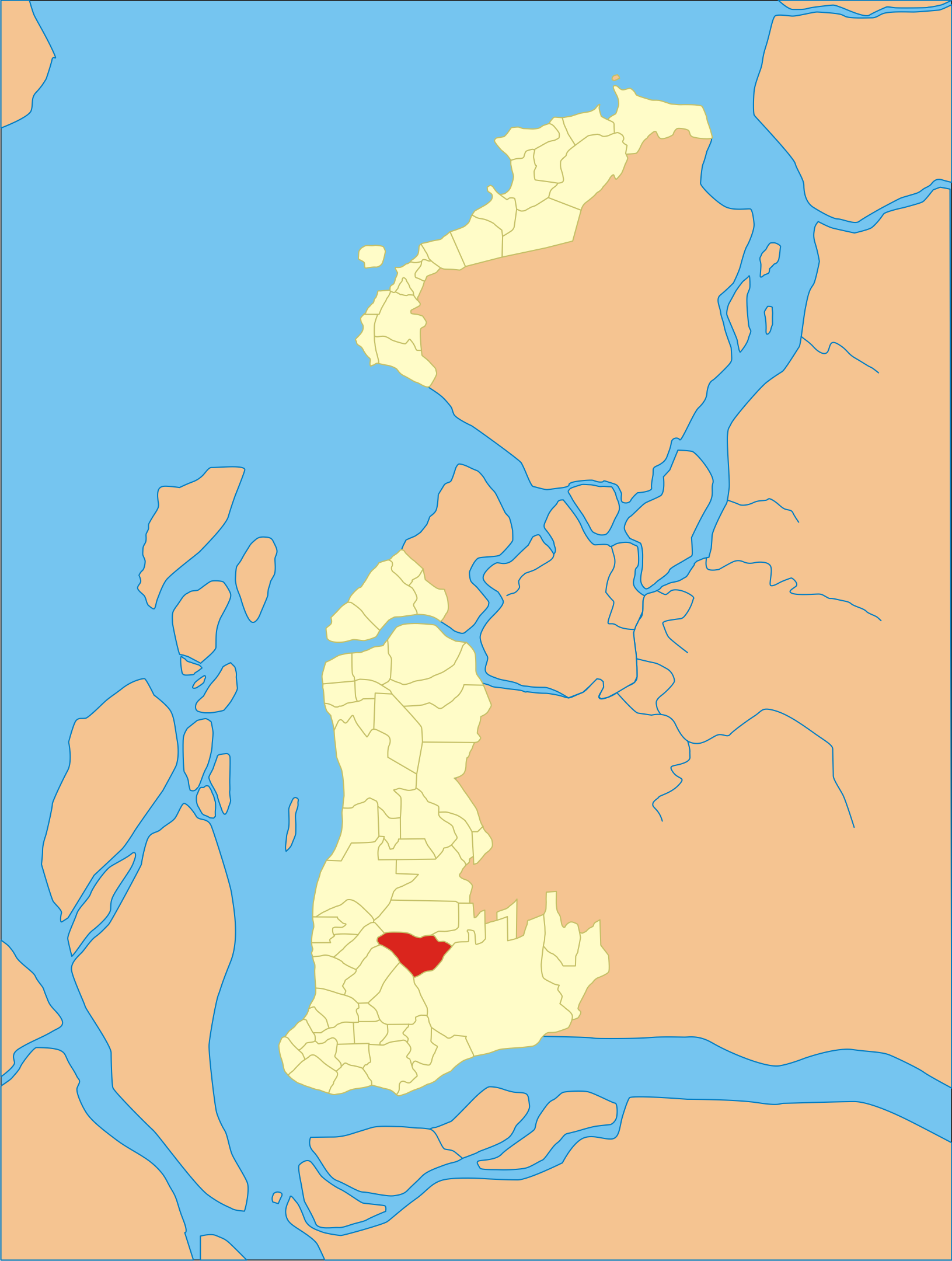
Localização do bairro Souza em Belém do Pará

Souza é um bairro do município paraense de Belém. A origem do nome vem do sobrenome do líder das caravanas que, saídas de Bragança, paravam onde hoje encontra-se o bairro. Com aproximadamente 44000 habitantes, sua principal Avenida é a Almirante Barroso. É cercado por áreas militares como o I COMAR e o 2º Batalhão de Infantaria de Selva.